# Подгорица при Печах
Подгорица при Печах (словен. Podgorica pri Pečah) је насељено место у општини Моравче, Средњесловенска регија, Словенија.

## Историја
До територијалне реорганизације у Словенији била је у саставу старе општине Домжале.

## Становништво
У попису становништва из 2011. године, Подгорица при Печах имала је 56 становника.
| Број становника према пописима | Број становника према пописима | Број становника према пописима |
| ------------------------------ | ------------------------------ | ------------------------------ |
| 1991                           | 2002                           | 2011                           |
| 41                             | 43                             | 56                             |

Напомена: До 1955. исказивано под именом Подгорица. Године 1955. повећана за насеља Музга и Војни Дол, која су укинута.